# Soupe à la fausse tortue
La soupe à la fausse tortue (mock turtle soup en anglais) est une soupe anglaise créée au milieu du XVIIIe siècle comme copie bon marché de la soupe de tortue verte.

## Description
Le potage à la fausse tortue recourt souvent à la cervelle et aux abats tels que la tête de veau ou le pied de veau pour reproduire la texture et la saveur de la viande de tortue de l’original.

## Histoire
Dans sa Cuisine classique, Urbain Dubois a donné une recette de « Potage de fausse tortue à la française ».

## Culture
Le potage de fausse tortue sert de base au personnage de « Fausse-Tortue » dans Alice au pays des merveilles de Lewis Carroll ; la facétie repose sur le fait que la soupe de fausse tortue est censée être confectionnée à base de « fausse tortue » alors qu’« on voit clairement que “la fausse soupe de tortue” n’est pas la même chose que “la soupe de fausse tortue” ».
Andy Warhol, célèbre pour ses 32 Boites de soupe Campbell, a déclaré dans une interview en 1962 que la soupe de fausse tortue était sa soupe Campbell préférée.